# Olivier Barrette
Olivier Barrette est un acteur québécois.

## Biographie
Olivier Barrette est né à Alma au Québec. Il est le fils de l'humoriste et acteur Michel Barrette.
En 2012 il obtient un baccalauréat en jeu théâtral au Conservatoire d'art dramatique de Montréal. La même année, il décroche le rôle de Sébastien Petit dans la série québécoise Unité 9.

## Filmographie

### Cinéma
- 2010 : Laurentie
- 2002 : Hivernam : garçon allemand

### Télévision
- 2012 - 2015 : Unité 9 : Sébastien Petit
- 2012 : Il était une fois dans le trouble : Sylvain
- 2014 : Il était une fois dans le trouble (saison 10) : Gabriel